# Sara Hanna
Sara Hanna (Valencia, Venezuela, 1988) es una asesora política y odontóloga venezolana. Actualmente forma parte del grupo de asesores del presidente salvadoreño Nayib Bukele.

## Biografía
En 2007, participó en las protestas estudiantiles en contra de la propuesta de reforma constitucional presentada por el presidente Hugo Chávez.En 2009 también fue encargada de la logística de la huelga de hambre estudiantil del mismo año.Sara se graduó como odontóloga en la Universidad de Carabobo en 2010.
Hanna también ha sido asistente del líder de Voluntad Popular, Leopoldo López, y de su esposa Lilian Tintori. Para diciembre de 2013, Sara colaboró con la gestión de David Smolansky como alcalde de El Hatillo.Posteriormente viajó a El Salvador y en octubre de 2018 se sumó al grupo de asesores venezolanos (incluyendo a figuras como Elisa Totaro, Lester Toledo, y Virginia Zamora) de la campaña del candidato presidencial Nayib Bukele. Sara se encargó de coordinar la estrategia de redes y de comunicación, escribir sus discursos y diseñar su imagen pública.